# フクダ電子

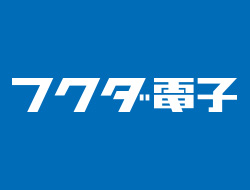
フクダ電子 ロゴ

フクダ電子株式会社（フクダでんし、英: FUKUDA DENSHI CO., LTD.）は、東京都文京区に本社を置き、医療機器の製造販売を行う企業である。

東証スタンダード市場TOP20の構成銘柄の一つ。

## 概略
国産第一号となる心電計を開発。心電計をはじめ生体情報モニタ、血圧脈波検査装置、心臓カテーテル検査装置、超音波画像診断装置などの医療機器を製造・販売する医療機器専門メーカー。業務用空気清浄機も開発、販売している。
また他社との販売提携によりAED（自動体外式除細動器）や人工呼吸器、心臓ペースメーカといった製品を多数取り扱っている。
予防・検査～治療～経過観察・リハビリ～在宅医療・介護まで、トータルソリューションを展開している。
全国220拠点を超える信頼のネットワーク。お客様により充実したサービスを提供している。
プロ野球の東北楽天ゴールデンイーグルス、千葉ロッテマリーンズのオフィシャルスポンサーとなっている。またJリーグ・ジェフユナイテッド市原・千葉のホームスタジアムであるフクダ電子アリーナの命名権を取得しており、プロスポーツへのスポンサー活動をしている。

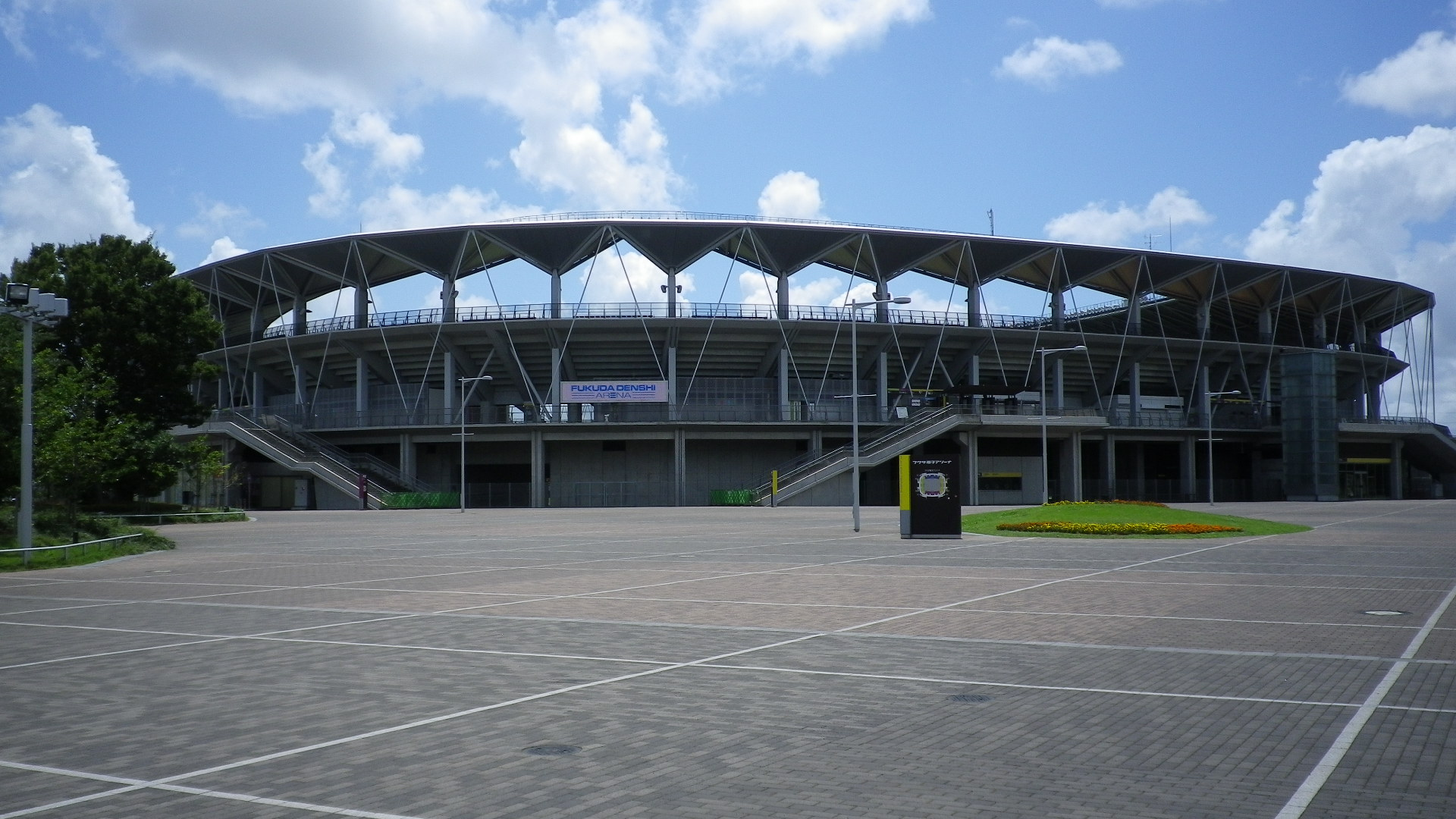
フクダ電子アリーナ

## 沿革
- 1939年（昭和14年） - 創業者福田孝が「福田特殊医療電気製作所」として創業。
- 1948年（昭和23年） - 株式会社福田電機製作所設立。
- 1949年（昭和24年） - 波形観察用回転鏡（PAT）の付いた心電計。同年、交流心電計。
- 1950年（昭和25年） - 福田エレクトロ製作株式会社へ社名変更。
- 1951年（昭和26年） - 国産初の直記式心電計を開発。感熱紙に熱ペンで記録する。（国産の感熱紙がなく、輸入した感熱紙を使用）
- 1957年（昭和32年） - ブラウン管を使ったベクトル心電計を開発。
- 1968年（昭和43年） - オールトランジスタの心電計。入力インピーダンスの高いFET（電界効果トランジスタ）の出現による。
- 1969年（昭和44年） - フクダ電子株式会社発足。
- 1973年（昭和48年） - 千葉県印旛郡白井町（現・白井市）に工場建設。
- 1977年（昭和52年） - 心電図の自動解析を行うシステムを国内で初めて開発し、翌年の1978年にマイコン式心電図自動解析付心電計として販売開始。
- 1982年（昭和57年） - アイソレーション心電計の開発に成功。身体と電気的に接続されていない心電計。（一度、光などに変換して信号を送受信する）
- 1983年（昭和58年） - ファクシミリなどと同じサーマルアレー方式のサーマルレコーダを内蔵した心電計を開発。
- 1986年（昭和61年） - サーマルレコーダと液晶を内蔵し、液晶に波形を3・4秒程表示出来る心電計を開発。
- 1990年（平成2年） - 50周年記念事業として「財団法人（現・公益財団法人）福田記念医療技術振興財団」を設立。
- 1994年（平成6年） - 販売会社「フクダライフテック」の全国展開を開始。在宅医療用酸素濃縮器を専門にレンタル・販売・保守を行う。
- 2002年（平成14年） - 血圧脈波検査装置を自社にて開発、販売を開始。
- 2004年（平成16年） - 株式会社フィリップスエレクトロニクスジャパンと生体情報モニタおよび除細動器の販売提携。
- 2005年（平成17年） - 千葉市蘇我球技場の命名権（ネーミングライツ）を取得（フクダ電子アリーナ）。
- 2008年（平成20年） - 安全性試験センターを白井事業所に建設。
- 2009年（平成21年） - 宇宙航空研究開発機構（JAXA）が「きぼう」実験棟で行う宇宙臨床学研究機関器として当社のデジタルホルタ記録器が活躍。
- 2011年（平成23年） - 血圧脈波検査装置VaSera（バセラ）が第9回産学官連携功労者表彰（厚生労働大臣賞）を受賞。
- 2012年（平成24年）
  - 福田孝太郎が代表取締役会長に就任。白井大治郎が代表取締役社長に就任。
  - フクダ電子ファインテック仙台株式会社が操業開始。
- 2014年（平成26年） - 創業75周年記念フクダ電子メディカルフェアを全国6カ所（九州、東京、北海道、名古屋、大阪、東北）にて開催。
- 2016年（平成28年） - オムロン ヘルスケアと提携。相互に製品を供給・販売するほか、共同開発も検討。オムロンコーリンを譲り受け、完全子会社化。
- 2017年（平成29年） - オムロンコーリンをフクダコーリンへ商号変更。
- 2018年（平成30年） - 総合メディカル株式会社と事業提携合意。
- 2018年（平成30年） - 創業80周年フクダ電子メディカルフェアin松山を開催。
- 2019年（令和元年）
  - 10月1日 - 創業80周年を迎える。
  - 創業80周年フクダ電子メディカルフェアin広島を開催。
  - ホルタ記録器FM-1300、パルスオキシメータATP-01MBがグッドデザイン賞を受賞
- 2021年（令和3年）
  - 4月 - 本郷事業所新社屋が落成。
  - 多機能心電計FCP-9800、血圧脈波検査装置VS-2500システムがグッドデザイン賞を受賞
- 2022年（令和4年）
  - 生体情報モニタDS-1200、空気清浄除菌脱臭装置FDS-01がグッドデザイン賞を受賞
  - 4月 - 東京証券取引所の市場区分の見直しにより、東京証券取引所のジャスダック市場からスタンダード市場に移行
- 2023年（令和5年）- 生体情報モニタBDS-1001がグッドデザイン賞を受賞
- 2024年（令和6年）
  - 10月1日 - 創業85周年を迎える。
  - 「AIによる心電図解析技術」、携帯型心電計「カーディライト/ Cardilight ESP-500」、クラウド型在宅医療診療支援システム「f'Rens（フレンズ）」がグッドデザイン賞を受賞
- 2025年（令和7年）- 白井事業所G棟完成